# Evangelisch-Lutherse Kerk van Finland

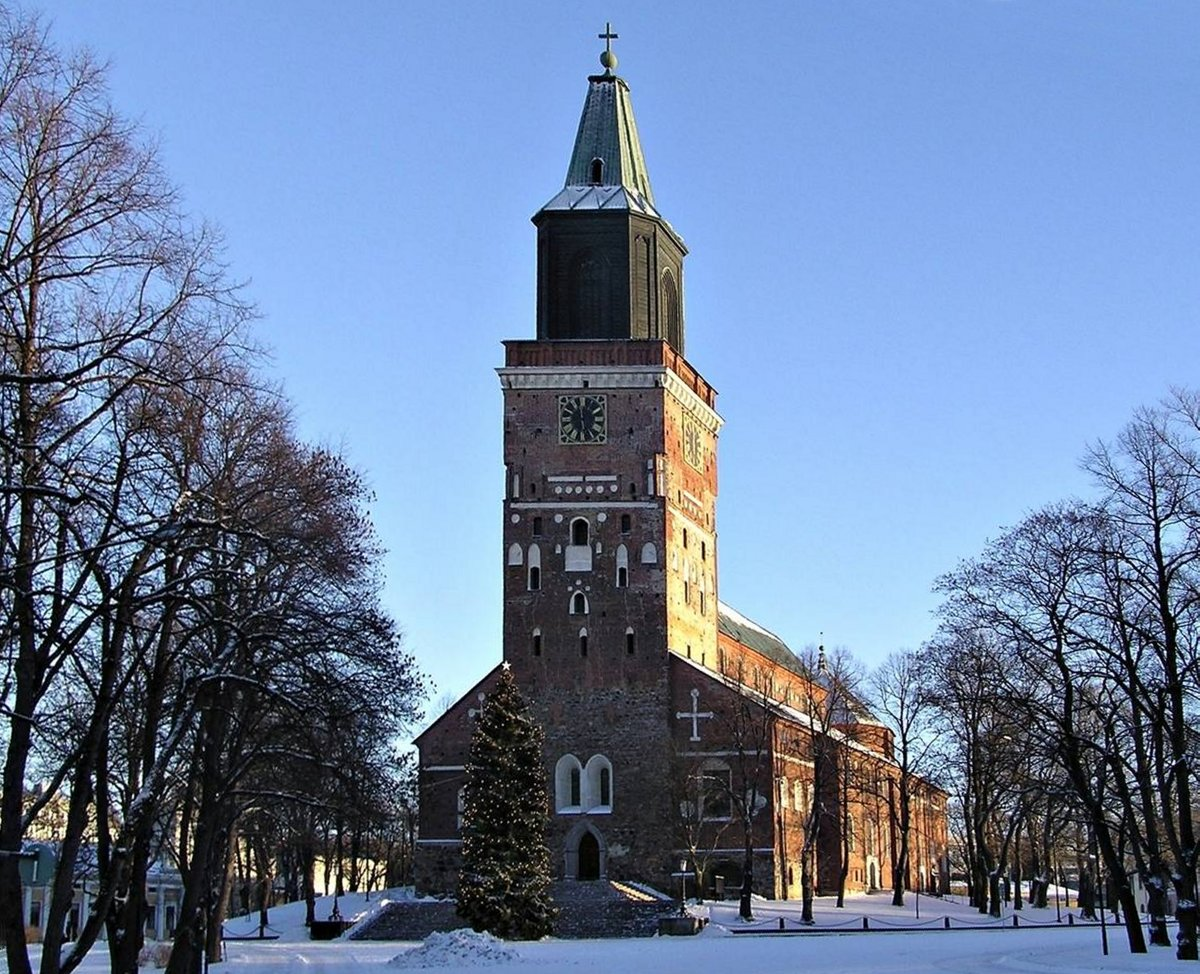
De Domkerk van Turku, de belangrijkste kathedraal van Finland

De Evangelisch-Lutherse Kerk van Finland (Fins: Suomen evankelis-luterilainen kirkko; Zweeds: Evangelisk-lutherska kyrkan i Finland) is de nationale kerk van Finland. Het hoofd van de Kerk is de Aartsbisschop van Turku, Tapio Luoma, die op 1 juni 2018 Kari Mäkinen opvolgde als aartsbisschop van Turku.

## Lidmaatschap
Hoewel het lidmaatschap van de Evangelisch-Lutherse Kerk van Finland jaarlijks met ruim 1 procent afneemt, is het met circa 3,6 miljoen leden nog steeds een van de grootste Lutherse kerken ter wereld. Eind 2022 behoorde ongeveer 65,2 % van de Finnen tot de Finse Kerk. De afname van het aantal gelovigen wordt voornamelijk veroorzaakt door de kerkbelasting en de controverse rondom de houding van de kerk t.o.v. homoseksualiteit; iedere Fin die behoort tot de Finse Kerk moet 1 à 2 procent belasting afdragen. Ook in 2014 is het aantal kerkleden weer fors afgenomen door de discussie rondom homoseksualiteit.
| jaar | Evangelisch-lutherse staatskerk | Orthodoxe Kerk | Overig (Katholieke Kerk, islam, etc) | Niet-religieus/niet-geregistreerd |
| ---- | ------------------------------- | -------------- | ------------------------------------ | --------------------------------- |
| 1950 | 95,7%                           | 1,7%           | 0,4%                                 | 2,7%                              |
| 1980 | 90,3%                           | 1,1%           | 0,7%                                 | 7,8%                              |
| 1990 | 87,9%                           | 1,1%           | 0,9%                                 | 10,2%                             |
| 2000 | 85,1%                           | 1,1%           | 1,1%                                 | 12,7%                             |
| 2005 | 83,1%                           | 1,1%           | 1,1%                                 | 14,7%                             |
| 2010 | 78,3%                           | 1,1%           | 1,4%                                 | 19,2%                             |
| 2011 | 77,3%                           | 1,1%           | 1,5%                                 | 20,1%                             |
| 2012 | 76,4%                           | 1,1%           | 1,5%                                 | 21,0%                             |
| 2013 | 75,3%                           | 1,1%           | 1,5%                                 | 22,1%                             |
| 2014 | 73,8%                           | 1,1%           | 1,6%                                 | 23,5%                             |
| 2015 | 73,0%                           | 1,1%           | 1,6%                                 | 24,3%                             |
| 2016 | 72,0%                           | 1,1%           | 1,6%                                 | 25,3%                             |
| 2017 | 70,9%                           | 1,1%           | 1,6%                                 | 26,3%                             |
| 2018 | 69,8%                           | 1,1%           | 1,7%                                 | 27,4%                             |
| 2019 | 68,7%                           | 1,1%           | 1,7%                                 | 28,5%                             |
| 2020 | 67,8%                           | 1,1%           | 1,7%                                 | 29,4%                             |
| 2021 | 66,6%                           | 1,1%           | 1,8%                                 | 30,6%                             |
| 2022 | 65,2%                           | 1,1%           | 1,8%                                 | 32,0%                             |

## Indeling
De Evangelisch-Lutherse Kerk van Finland telt negen bisdommen met aan het hoofd van ieder bisdom een bisschop (en in het geval van het aartsbisdom Turku een aartsbisschop). Naast de negen bisschoppen is er ook een militaire bisschop (Hannu Niskanen). De Kerk telt vele parochies die worden bestuurd door een priester en een parochieraad. De leden van de parochieraad worden (om de vier jaar) rechtstreeks gekozen door de parochianen.
| Bisdom            | Stichting | Kathedraal              | Huidige bisschop                    |
| ----------------- | --------- | ----------------------- | ----------------------------------- |
| Aartsbisdom Turku | 1156      | Domkerk van Turku       | Aartsbisschop Tapio Luoma (2018-)   |
| Bisdom Tampere    | 1554      | Domkerk van Tampere     | Bisschop Matti Repo (2008-)         |
| Bisdom Oulu       | 1851      | Domkerk van Oulu        | Bisschop Jukka Keskitalo (2018-)    |
| Bisdom Mikkeli    | 1897      | Domkerk van Mikkeli     | Bisschop Seppo Häkkinen (2009-)     |
| Bisdom Borgå      | 1923      | Domkerk van Porvoo      | Bisschop Bo-Göran Åstrand (2019-)   |
| Bisdom Kuopio     | 1939      | Domkerk van Kuopio      | Bisschop Jari Jolkkonenn (2012-)    |
| Bisdom Lapua      | 1959      | Domkerk van Lapua       | Bisschop Simo Peura (2004-)         |
| Bisdom Helsinki   | 1959      | Kathedraal van Helsinki | Bisschop Teemu Laajasalo (2017-)    |
| Bisdom Espoo      | 2004      | Domkerk van Espoo       | Bisschop Kaisamari Hintikka (2019-) |

Het hoogste orgaan van de Kerk is de Synode die tweemaal per jaar vergadert. Het overgrote deel van de synodeleden bestaat uit leken, maar er is een vast aantal geestelijken.

## Geschiedenis
De kerstening van Finland vond tussen de elfde en dertiende eeuw plaats. De verspreiding van het Christendom kwam maar langzaam op gang. In de twaalfde eeuw was het gebied rond Turku volledig gekerstend. In dezelfde periode werd Finland deel van het Koninkrijk Zweden. De eerste bekende rooms-katholieke bisschop van Finland was Thomas, die in de dertiende eeuw leefde. Gedurende de Middeleeuwen behoorde het bisdom Turku, de opvolger van het bisdom Finland, tot het aartsbisdom Uppsala. Aan het einde van de Middeleeuwen bloeide het katholicisme in Finland. Er waren talrijke kloosterorden actief op Finse bodem, waaronder de franciscanen, dominicanen en de orde van de birgittinessen.
Omdat Zweden in de zestiende eeuw overging tot het lutheranisme, gebeurde hetzelfde in Finland. Martinus Johannis Skytte was de eerste bisschop van Turku tijdens de Reformatie (1528-1550). Aanvankelijk veranderde er niet veel: de meeste katholieke riten bleven gehandhaafd. Pas onder de opvolger van Skytte, Mikael Agricola (1554-1557), die bij Maarten Luther had gestudeerd aan de Universiteit van Wittenberg, werd de liturgie iets veranderd. Agricola maakte Finse teksten voor de liturgie en vertaalde als eerste het Nieuwe Testament in die taal: Se Wsi Testamenti. Bekend is ook zijn catechismus, Abckiria, die grotendeels het patroon van de Kleine Catechismus van Luther volgt. De Abckiria voorzag in een leemte: maar weinig Finnen konden zich een bijbel (er bestonden alleen Latijnse en Zweedse vertalingen) veroorloven en konden hierdoor toch in hun eigen taal kennis maken met delen van de Bijbel.
De zestiende- en zeventiende eeuw stonden bekend als de periode van de Lutherse Orthodoxie. Het lidmaatschap van de Lutherse kerk werd verplicht gesteld op straffe van de dood, terwijl het verzuimen van de wekelijkse viering van het avondmaal beboet werd. De verovering van Karelië had een onderdrukking van de Russisch-orthodoxe Kerk aldaar tot gevolg. In de achttiende eeuw was er breed gedragen kritiek op de levensstijl van sommige kerkelijke leiders. Dit leidde tot opwekkingsbewegingen bij de bevolking.
In de negentiende eeuw werd de personele unie tussen Zweden en Finland verbroken en werd het Groothertogdom Finland een onderdeel van het Russische Rijk. De Kerk van Finland werd in 1809 een zelfstandige staatskerk. Deze status kreeg ook de Russisch-orthodoxe Kerk toebedeeld. De tsaren waren gedwongen de vrijheid van de Evangelisch-Lutherse Kerk in Finland te erkennen. In Finland heerste een veel grotere godsdienstvrijheid dan in andere delen van het Russische Rijk. In 1869 werden kerk en staat in Finland gescheiden, wat betekende dat de kerk een eigen Synode kreeg om de kerk te besturen. De Finse Kerk bleef echter staatskerk, een positie die de kerk tot op de dag van vandaag heeft weten te handhaven. In 1889 werd er volledige godsdienstvrijheid doorgevoerd in Finland. In 1923 mag iedereen het lidmaatschap van de Kerk op te zeggen zonder te hoeven toetreden tot een andere kerk- of geloofsgemeenschap.
Tijdens de negentiende eeuw waren er verschillende grote opwekkingsbewegingen binnen de Finse Kerk. Deze stromingen bestonden al eerder, maar hun aanhang nam sterk toe. De belangrijkste stromingen waren:
- Rukoilevaisuus. Opgericht door de vrome boerendochter Liisa Erkintytär en later geleid door de predikant Abraham Achrenius. De stroming kreeg vooral aanhang in West-Finland.
- herännäisyys (piëtisten). Opgericht door Paavo Ruotsalainen. De stroming - thans nog steeds een belangrijke stroming binnen de Finse Kerk - is vooral groot in Savo en Ostrobothnia.
- Evankelisuus. Opgericht door priester Fredrik Gabriel Hedberg en neo-lutheraans en confessioneel-luthers van inslag. Evankelisuus staat voor het onverkort handhaven van de Lutherse belijdenisgeschriften en de wekelijkse viering van de Eucharistie.
- Laestadianisme. Deze stroming kent ook veel aanhangers in andere Scandinavische landen en dankt haar naam aan Lars Levi Læstadius (1800-1861). De beweging hecht grote betekenis aan de emotionele beleving van het christen zijn en gebruikt uitsluitend de Finse Bijbelvertaling uit 1776 die gebaseerd is op de Textus Receptus. Hun voorgangers kunnen net zo goed leken zijn als predikanten.

In tegenstelling tot de andere lutherse kerken in Scandinavië was er in de Finse Kerk aan het einde van de negentiende eeuw verzet tegen het opkomend liberalisme binnen de eigen gelederen. De Finse Kerk gaf de opwekkingsbewegingen binnen de Kerk grote ruimte, omdat men bang was dat veel conservatieve gelovigen zich anders zouden aansluiten bij andere kerkgenootschappen. De Finse Kerk steunde het Finse nationalisme. De nationalist Johan Vilhelm Snellman (1806-1881) kon rekenen op de steun van de Finse Kerk. De Finse kerk steunde van harte de Finse onafhankelijkheidsverklaring van 1917 en tijdens de Finse Burgeroorlog koos de kerk de zijde van de conservatieve Witten die streden tegen de Finse Socialistische Radenrepubliek (1918). Tijdens de Winteroorlog en de Tweede Wereldoorlog (Vervolgoorlog) was de Finse kerk heel belangrijk. De kerk steunde de doelstellingen van de Finse regering (verzet tegen de Sovjet-Russische agressie en het heroveren van verloren gebieden). Aan het front dienden talrijke asevelipapit, aalmoezeniers en verrichtte de kerk veel sociaal werk.
Na de oorlog, en met name in de jaren zestig, werd de Finse kerk door linkse jongeren gezien als een bolwerk van het conservatisme en burgerlijkheid. De kerk verzette zich aanvankelijk tegen het voortschrijdend individualisme en liberalisme in de maatschappij, maar in de jaren zeventig wijzigde de kerk haar beleid en werd een open geloofsgemeenschap. De kerk koos vaak openlijk partij voor links, tot ongenoegen van de burgerlijke en rechtse partijen die tot dan toe de bondgenoten van de kerk waren geweest.
In de jaren 80 en 90 verschenen er een nieuwe, tekstkritische Bijbelvertaling en een nieuw liedboek.

## Doctrine

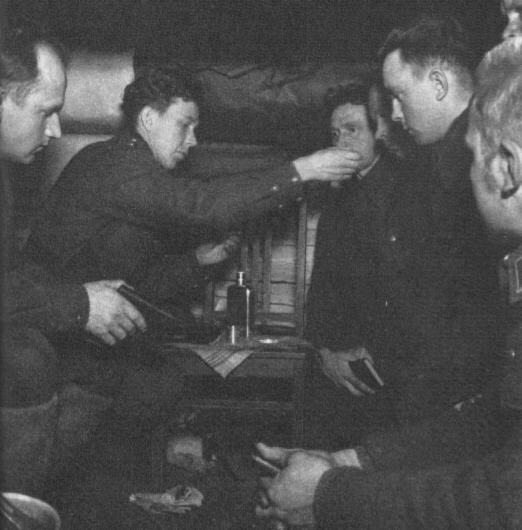
Een legerkapelaan reikt de Heilige Communie uit aan militairen tijdens de Winteroorlog (1940)

De eerste vertaling van het Nieuwe Testament in het Fins verscheen in 1548 van de hand van Mikael Agricola (Se Wsi Testamenti Somexi). Agricola staat vandaag de dag bekend als de vader van de Finse letterkunde. De eerste vertaling van de volledige Bijbel werd tussen 1638 en 1641 door een comité onder leiding van bisschop Erik Rothovius. In 1776 verscheen een nieuwe vertaling die nog steeds door conservatieve Lutheranen wordt gebruikt. De meest recente vertaling die door de Finse Kerk wordt gebruikt dateert uit de periode 1992 en 2004.
De geloofsleer van de Evangelisch-Lutherse Kerk is gebaseerd op de Bijbel en de belijdenisgeschriften samengevat in het Concordiënboek. In 1999 is een nieuwe catechismus verschenen.
Binnen de Kerk zijn verschillende stromingen actief, variërend van uiterst liberaal en vrijzinnig tot orthodox Luthers tot charismatisch.
De Evangelisch-Lutherse Kerk van Finland ziet zichzelf als een kerk binnen de Apostolische successie, hoewel niet alle geestelijken zich achter dit standpunt scharen. De Kerk erkent twee sacramenten: de Heilige Doop en de Heilige Communie.

## Liturgie
De liturgie van de Evangelisch-Lutherse Kerk is hoogliturgisch. In de meeste kerken wordt wekelijks een avondmaalsviering gehouden. Tijdens de zondagsdiensten is er een centrale plek ingeruimd voor het Geschreven Woord van God. Er zijn drie lezingen; de eerste lezing is uit het Oude Testament, de tweede lezing is uit een Epistel (of een ander nieuwtestamentisch boek behalve het Evangelie) en de derde lezing is een Evangelielezing. De preek neemt een voornaam deel van de dienst in beslag.

## Ethiek
- Vrouwelijke geestelijken. Sinds 1986 is het priesterschap opengesteld voor vrouwen. Een minderheid binnen de Kerk is tegen vrouwelijke geestelijken.
- Creationisme. De Kerk heeft zich niet uitgesproken vóór of tegen creationisme of vóór of tegen de evolutieleer.
- Inzegenen van homohuwelijken. Het homohuwelijk bestaat officieel niet binnen de Evangelisch-Lutherse Kerk van Finland. Binnen de Finse Kerk bestaan zowel voor- als tegenstanders van homoseksuele relaties en het homohuwelijk.
- Seksuele relaties buiten het huwelijk. De Finse Kerk keurt seksuele relaties buiten het huwelijk niet per se af, maar is wel sterk gekant tegen buitenechtelijke relaties.